# Atoconeura luxata
Atoconeura luxata – gatunek ważki z rodziny ważkowatych (Libellulidae).